# Gary Robson
Pour les articles homonymes, voir Robson.
Gary Robson est un footballeur anglais né le 6 juillet 1965 à Chester-le-Street.

## Biographie
Gary Robson est le frère cadet de Bryan Robson. Comme lui, il est formé à West Bromwich Albion et signe officiellement avec le club en 1981, mais son frère quitte les Baggies pour rejoindre Manchester United la même année, si bien que les deux frères ne portent le même maillot que pendant quelques semaines.
Le premier match officiel que dispute Gary Robson avec West Bromwich Albion est une victoire à domicile contre Southampton en mars 1983. Il joue plus de 200 rencontres avec les Baggies au cours des dix années qui suivent, durant lesquelles le club est relégué en deuxième, puis en troisième division. En 1990, alors que son transfert à Derby County est en cours de négociations, il se casse la jambe pendant un match de coupe d'Angleterre contre Aston Villa. En fin de compte, il reste à Albion jusqu'en 1993, saison qui voit le club remonter en deuxième division.
Robson joue ensuite trois saisons en deuxième division avec Bradford City avant de terminer sa carrière à Gateshead, un club de cinquième division. Après avoir brièvement joué le rôle d'entraîneur-joueur, il quitte Gateshead au terme de la saison 1997-1998, durant laquelle le club est relégué en sixième division.